# Obergärige Hefe

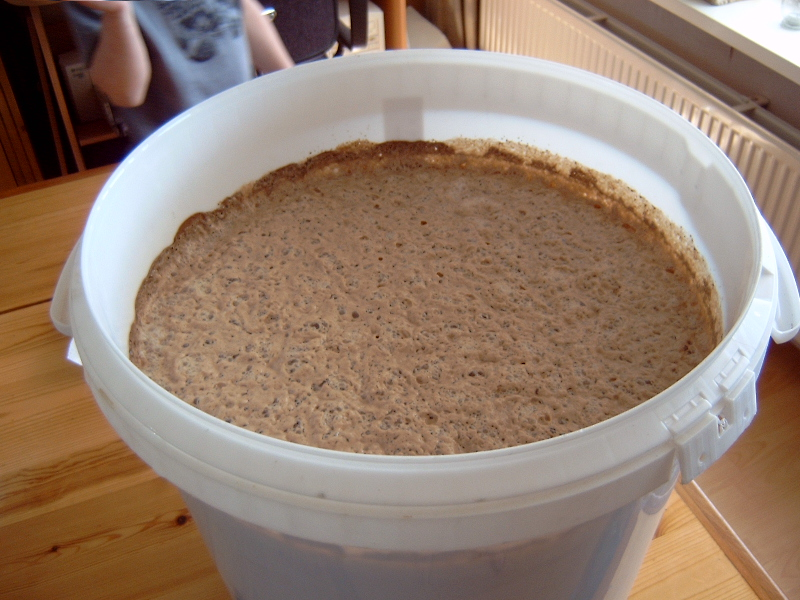
Hefe während des Gärprozesses

Als obergärige Hefe, historisch auch Oberhefe, bezeichnet man die Stämme der Bierhefe Saccharomyces cerevisiae, die bei der Gärung Zellverbände bilden, in denen sich Bläschen von Gärungsgas ansammeln, wodurch die Hefe während der Fermentation als sogenannter Gest auf der Oberfläche des Jungbiers schwimmt. Obergärige Hefe benötigt bei der Gärung höhere Umgebungstemperaturen (15–20 °C) als untergärige Hefe (4–9 °C). Daher ist sie anfälliger für Verunreinigungen mit Fremdpilzen und Bakterien. Die Vergärung läuft dafür wesentlich schneller ab und ist auch ohne Kühlung möglich. Die mit ihr als Bierhefe gebrauten Biere werden obergäriges Bier genannt.